# James Arlidge
Pour les articles homonymes, voir Arlidge.
Pas d'image ? Cliquez ici

a Compétitions nationales et continentales officielles uniquement.

b Matchs officiels uniquement.
Dernière mise à jour le 13 mars 2018.
James Anthony Arlidge (ジェームス・アレジ), né le 11 août 1979 à Hamilton (Nouvelle-Zélande), est un joueur de rugby à XV international japonais évoluant principalement au poste de demi d'ouverture. 

## Carrière
Exceptionnellement il fait ses débuts en Super 14 avec les Blues avant de débuter en sélection provinciale, après avoir joué en junior avec Pakuranga et les Auckland Colts, par la suite de la blessure du titulaire, le demi d'ouverture international néo-zélandais Carlos Spencer. Ensuite en 2002, Arlidge participe avec Auckland au championnat NPC. Il quitte Auckland pour évoluer avec les provinces de Northland et Otago, il a l'honneur de représenter les Māori de Nouvelle-Zélande.
Il rejoint les NTT Docomo Red Hurricanes d'Osaka en 2004 en division supérieure occidentale (Top League West) du Japon et devient éligible pour le Japon après trois années de championnat. En quatre saisons, son équipe n'est pas promue en Top League.
Il honore sa première cape internationale avec le Japon le 22 avril 2007 à l'occasion d'un match contre la Corée du Sud pour une victoire 82-0. 
Il rejoint en 2008 la franchise galloise des Newport Gwent Dragons, il continue à honorer les sélections avec le Japon.
Il a un premier enfant en janvier 2009.
En 2010, il signe avec le Nottingham RFC en RFU Championship (D2 anglaise), où il termine sa carrière en 2013.

## Statistiques en équipe nationale
Entre 2007 et 2011, James Arlidge dispute 32 matchs avec l'équipe du Japon au cours desquels il marque 286 points.